# Ла-Лубьер
Ла-Лубье́р (фр. La Loubière, окс. La Lobièra) — коммуна во Франции, находится в регионе Окситания. Департамент — Аверон. Входит в состав кантона Бозуль. Округ коммуны — Родез.
Код INSEE коммуны — 12131.
Коммуна расположена приблизительно в 500 км к югу от Парижа, в 135 км северо-восточнее Тулузы, в 8 км к северо-востоку от Родеза.

## Население
Население коммуны на 2008 год составляло 1345 человек.
| 1962 | 1968 | 1975 | 1982 | 1990 | 1999 | 2008 |
| ---- | ---- | ---- | ---- | ---- | ---- | ---- |
| 385  | 402  | 568  | 878  | 1011 | 1174 | 1345 |

## Экономика

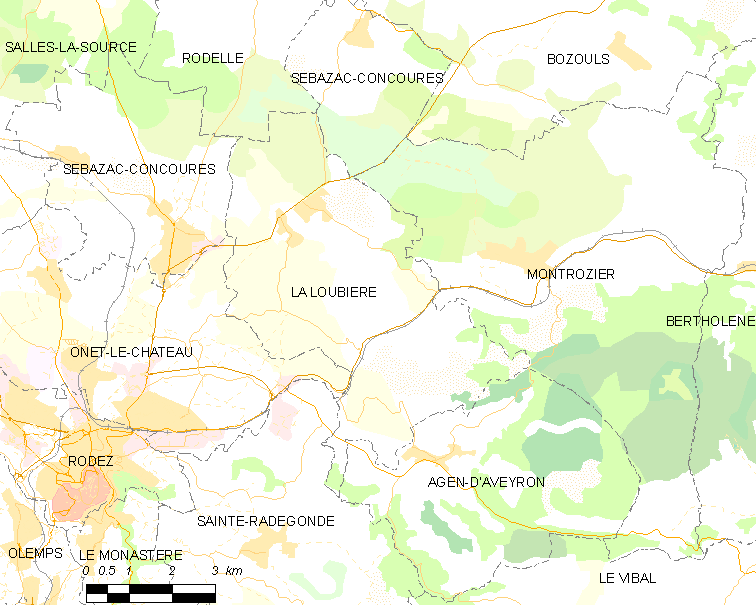
Карта коммуны

В 2007 году среди 913 человек в трудоспособном возрасте (15—64 лет) 693 были экономически активными, 220 — неактивными (показатель активности — 75,9 %, в 1999 году было 77,5 %). Из 693 активных работали 676 человек (349 мужчин и 327 женщин), безработных было 17 (8 мужчин и 9 женщин). Среди 220 неактивных 75 человек были учениками или студентами, 93 — пенсионерами, 52 были неактивными по другим причинам.

## Достопримечательности
- Дольмен Кейсак-1 эпохи неолита. Памятник истории с 1989 года[3]
- Древне-римский фонтан Кейсак. Памятник истории с 1933 года[4]